# دهستان بالاولایت (تربت حیدریه)
بالا ولایت، دهستانی است از توابع بخش مرکزی شهرستان تربت حیدریه در استان خراسان رضوی ایران.

## جمعیت
براساس سرشماری سال ۱۳۸۵جمعیت آن  ۲۰۹۰۸نفر (۵۶۹۸خانوار) بوده است. 